# Eupithecia specialis
Eupithecia specialis là một loài bướm đêm trong họ Geometridae.